# Triumph Tour
Triumph Tour — концертный тур американской группы The Jacksons, прошедший с 8 июля по 26 сентября 1981 года и охвативший США и Канаду. Сборы тура составили в общей сложности 5,5 миллиона долларов.

## История
К 1981 году The Jacksons выпустили два альбома, получивших платиновую сертификацию: Destiny (1978) и Triumph (1980). Кроме того, вокалист группы Майкл Джексон находился на завершающей стадии продвижения своего мультиплатинового альбома Off the Wall (1979). Triumph Tour позволил Майклу привнести новые идеи постановки шоу, которые больше пришлись ему по вкусу. Майкл придумал концепцию космических костюмов, вдохновившись фильмом «Близкие контакты третьей степени» (1977). Для работы на спецэффектами он привлёк иллюзиониста Дуга Хеннинга. Хеннинг разработал такие элементы шоу, как исчезновение Майкла во время исполнения «Don't Stop 'Til You Get Enough». Именно в этом туре Майкл впервые надел свою перчатку с блестками, которая позже стала всемирно известной после его выступления на Motown 25. Он и его братья также вместе работали над вступлением, которое указывало на сходство с их музыкальным клипом «Can You Feel It». Как и в течение многих лет, хореографией занимались Майкл, Джеки и Марлон Джексоны.
Начало тура было отложено после того, как Рэнди Джексон попал в ДТП в марте 1980 года. Он провёл шесть месяцев в больнице, а ещё 10 месяцев понадобилось на реабилитацию.
Triumph Tour начался в Мемфисе, штат Теннесси, и закончился неделей аншлаговых концертов в Инглвуде, штат Калифорния. Каждое шоу снискало очень положительные отзывы, отчасти благодаря лидерству Майкла и его мастерству шоумена. Его братья также заслужили похвалу, особенно за музыкальность Рэнди и Тито и танцевальные способности Марлона. Тур стал последним по-настоящему интегрированным коллективным усилием группы, поскольку сольная карьера Майкла вскоре затмила его успех с братьями. Тур был настолько хорошо принят и популярен, что Epic поручила братьям записать концерты и скомпилировать их для предстоящего концертного релиза. Концертный альбом The Jacksons Live! вышел в 1981 году и сразу же получил золотую сертификацию.
После окончания тура Майкл вернулся к работе над Thriller (1982), продолжением своего альбома Off the Wall. Следующий тур группы состоялся через три года. В 1988 году Rolling Stone назвал Triumph Tour одним из 25 лучших туров в период с 1967 по 1987 годы.

## Сет-лист
1. «Can You Feel It»
2. «Things I Do for You»
3. «Off the Wall»
4. «Ben»
5. «Walk Right Now»
6. «This Place Hotel[англ.]»
7. «She's Out of My Life»
8. «I Want You Back» / «ABC» / «The Love You Save»
9. «I'll Be There»
10. «Rock with You»
11. «Lovely One[англ.]»
12. «Working Day and Night[англ.]»
13. «Don't Stop 'Til You Get Enough»
14. «Shake Your Body (Down to the Ground)»